# جيمس إم. روزنباوم
جيمس إم. روزنباوم (بالإنجليزية: James M. Rosenbaum)‏ هو قاضي ومحامي أمريكي، ولد في 1944 في Fort Snelling (unorganized territory), Minnesota ‏ في الولايات المتحدة.